# 도망을 잘 치는 도련님
《도망을 잘 치는 도련님》(일본어: 逃げ上手の若君 니게 조즈노 와카기미[*])은 마츠이 유세이가 지은 일본 만화다. 슈에이샤의 《주간 소년 점프》에 2021년 8월호부터 연재되었다.
《암살교실》 종료 이래로, 약 5년만이 되는 마츠이의 연재 작품이다. 가마쿠라 시대부터 무로마치 시대에 걸쳐, 호죠 토키유키의 생애를 그리는 역사 만화다. 아시카가 타카우지에 의해 가마쿠라 막부가 멸망되고, 호조가의 일족의 무리들이 차례로 죽음을 선택하는 중, 타카우지로부터 도망치는 이야기가 전개된다. 싸우고 죽는 것이야말로 무사의 칭찬으로 여겨진 시대에, 적으로부터 도망치는 것으로 영웅이 된 토키유키의 생애를, 사실을 바탕으로 그렸다.
2023년 제69회 쇼가쿠칸 만화상을 수상했다.

## 줄거리
때는 1333년, 가마쿠라 막부의 후계자인 소년 호죠 토키유키는 무사로서의 장점을 가지고 있지 않고, 무예의 연습으로부터도 계속 도망치는 나날을 보내고 있었다. 그러나 고다이고 천황과 내통한 아시카가 다카우지의 갑작스런 역모로 가마쿠라 막부는 멸망한다. 고향도 가족도 모두 잃고 홀로 살아남은 토키유키는 시나노국의 신관 스와 요리시게에게 보호받는다. 요리시게는 미래가 보인다고 말하고, 토키유키가 "2년 후 하늘을 뒤흔드는 영웅이 될 것"이라고 예언한다. 토키유키는 누구보다도 도망치고, 살아남는 재능이 뛰어났다. 깨끗하게 죽는 것이 명예로 여겨지던 시대에, 스스로에게 닥치는 가혹한 운명을 '도망'으로 열어 가는 영웅담의 시작이다.
요리시게의 근거지인 시나노국 스와에 낙오한 토키유키는, 요리시게의 지도아래, 동년배의 낭당 '도약당'(逃若党)과 함께 원수 타카우지를 타도해 천하를 되찾을 수 있도록 힘을 쌓아 간다. 스와 대사의 치고 "쵸쥬마루"(長寿丸)로서 신상을 속이는 토키유키지만, 그의 앞에 호죠 잔당을 수색하는 시나노국 수호 오가사와라 사다무네가 버티고 있다. 당대 제일의 솜씨인 사다무네의 활쏘기에 끌린 토키유키는 정체를 감추면서 기술을 훔치기를 시도한다. 이누오우모노의 장에서 토키유키와 사다무네의 활과 화살 대결이 실현되어, 토키유키는 궁지에 빠지지만, 도망치면서의 후방 사격을 짜낸 것으로 역전승을 거둔다. 사다무네와의 탐색을 거치는 가운데 카자마 겐바가 동료가 된다.

## 등장인물

### 주인공
호죠 토키유키(北条時行)
성우 - 유이카와 아사키, 오츠카 코토미(보이스 코믹판)
본작의 주인공. 1333년 시점에서 8세.
호죠씨의 계승자 득종 호죠가의 도련님. 가마쿠라 막부의 집권을 한 호죠 타카토키의 차남 정실자로 태어났다. 결국 그가 가독을 이을 것으로 여겨졌지만 타카우지의 배신으로 가문과 친족 낭당을 멸망시킨다. 가마쿠라 막부 멸망후에는 요리시게 아래에 몸을 담아, 무예나 학문의 안내를 받으면서 타도 아시카가와 호죠가 재흥을 도모한다. 스와 대사에서 살게 되면서부터는 내력을 감추고, 코이즈미 쵸쥬마루(小泉長寿丸)의 가명을 자칭하고 있다.
활잡이가 비교적 나은 것 이외에는 비력하고 무예 전반을 어려워하는 한편, 추격자나 추격으로부터 도망치거나 숨는 것에 관해서는 비범한 재능을 가진다. 게다가 단지 두려워 도망치는 것 뿐만 아니라, 도망치는 것 자체에 흥분이나 분발을 느끼는 특이한 성격. 그러나 아무리 도망쳐도 마음먹은 신념에서는 결코 눈을 돌리지 않는다. 도망을 잘하는 것을 제외하면, 솔직하고 마음씨 상냥하고 동료애가 있는, 어디에나 있는 평범한 소년.

### 도약당
시즈쿠(雫)
성우 - 야노 히나키, 타카기 하루카(보이스 코믹판)
스와 요리시게의 딸. 무녀 같은 옷차림을 한다. 비술이나 사무에 뛰어난 재능을 발휘해, 요리시게를 돕는다. 조금 독설가로, 보기에도 수상한 아버지의 팔로우를 전혀 하지 않기 때문에 그때마다 아버지의 요리시게에게 불평을 듣고 있다. 요리시게로서는, 장래에는 시즈쿠를 토키유키의 집사로 하여, 가정을 총괄하게 하려고 생각하고 있다. 신사로 시나노 각지를 돌고 있었기 때문에 여러가지 정보에 정통하고, 여러 장수에게 얼굴이 통하기 때문에, 교섭이나 헌책을 특기로 한다. 또, 요리시게만큼은 아니지만 촉이 날카로워, 미래를 예지하고 있는 것처럼 위험한 상황으로부터 거리를 두거나 할 수 있다.
코지로(弧次郎)
성우 - 히노 마리, 사토 메구미(보이스 코믹판)
토키유키의 낭당 후보로서 요리시게가 발탁한 소년으로, 스와 신당에 연연하는 네츠 일족의 출신. 토키유키와 동년배이지만, 이 세대로서는 제일가는 칼의 사용자로 칭해진다. 요리시게로서는, 장래에는 코지로를 무장으로 만들어, 군을 이끌게 하려고 생각하고 있다.
아야코(亜也子)
성우 - 스즈시로 사유미, 아야세 미유(보이스 코믹판)
토키유키의 낭당 후보로서 요리시게가 발탁한 소녀로, 모치즈키 시게노부의 서자(후궁의 아들). 토키유키와는 동년배이지만 어른으로 착각할 정도로 키가 크고, 남다른 괴력의 소유자로, 힘껏 호쾌한 싸움을 특기로 한다. 또한 춤과 악기 등의 재주도 뛰어나, 그 재주를 본 토키유키에게 '평화로운 세상이라면 모두의 동경이 될 수 있는 재녀'라는 평을 듣고 있다. 요리시게로서는, 결국 아야코를 편녀(하녀)로 하고고, 토키유키과 진중을 같이 하려고 생각하고 있다.
카자마 겐바(風間玄蕃)
성우 - 유우키 아오이
시나노의 기쿄가하라에 악명을 떨치는 도둑. 적을 속이는 변장과 공작에 능했고, 그 능력을 산 요리시게로부터 토키유키에게 일당 가입을 권유받았다. 특수한 점토로 만든 호면을 항상 쓰고 있으며, 가면을 다듬어 관상을 다른 사람으로 변화시키는 기술을 가진다. 수전노로 여자를 사족 못쓰는 속물.
후부키(吹雪)
성우 - 토야 키쿠노스케
장발로 한쪽 눈을 가린 청년. 무예에 뛰어난 이도사이자 우수한 군략가이며, 사람의 재능을 알아내고 가르치는 데 능하다. 냉정한 책사이지만 정이 두텁고 어린아이의 부탁은 거절할 수 없다. 또한 매우 대식가라서, 배가 고프면 힘이 빠져 전쟁터에서도 싸울 수 없게 된다.
나츠(夏)
원래는 아시카가가타를 섬기는 쿠노이치로, 통칭은 나츠노욘(夏の四). 목제의 의수나 가면, 짐승의 힘줄을 이용한 '천구구체'를 조종해, 어른처럼 행동하고 있었다. 자신의 기술에 절대적인 자신감을 가지는 한편, 고지식하고 응용이 되지 않는 것이 결점.
시이나(秕)
원래는 가마쿠라 교외 농가의 하녀. 막부 멸망 때, 무를 사게 되어 호조의 밑에서 전쟁에 임했지만, 손이 잘려 칼을 잡을 수 없는 몸이 된다.

### 호죠 가문·가마쿠라 막부 관계자
호죠 타카토키(北条高時)
성우 - 타도코로 히나타
토키유키의 아버지이자 득종 호죠가의 당주. 가마쿠라 막부의 총수이지만 정치적 권력은 측근들에게 잡혀 괴뢰가 되고, 폐인과 같은 풍체가 되었다. 닛타 요시사다 등 고다이고 천황파에 의해 가마쿠라를 제압당하고 요리시게에게 토키유키를 맡겨 자결하고 말았다. 또한, 괴뢰가 되어도 무가의 태생답게 활경기를 보는 것을 좋아하는 일면을 가지고 있었으며, 시행에게 활에 대해 열심히 가르침으로써 나름대로 모양이 된 활솜씨를 얻게 하고 있었다.
호조 쿠니토키(北条邦時)
성우 - 테라사키 유카
토키유키의 이복 형. 타카토키의 장남인 후궁자. 후궁 싸움을 막기 위해 가독에 관심은 없다. 호위역 고다인 무네시게의 배신으로 적에게 팔려 참수되었다. 토키유키와는 이복형제이지만 사이는 좋았고, 그래서 그 최후를 알게 된 시행은 충격을 받은 나머지 구토를 할 정도였다.
호조 야스이에(北条泰家)
타카토키의 동생으로 토키유키의 숙부. 예전에는 가마쿠라 막부의 중진이었다. 가마쿠라 함락 때는 요리시게에게 토키유키를 맡겨 낙방시킨 후, 자신도 닛타의 군사에 섞여 가마쿠라를 탈출했다. 그 후는 토호쿠 각지에서 호조 잔당을 선동해 반란을 반복해도 패주해, 스와로 흘러 토키유키와 재회한다.
나고에 타카이에(名越高家)
성우 - 타마이 유키
타카토키의 아버지의 사종제. 호조씨의 일문인 나고시류의 당주. 아시카가 타카우지 등과 함께 고다이고 천황 등 토막파를 진압하기 위해 수도로 향했지만, 토막파와의 싸움(센조산의 싸움)으로 타카우지에게 사살된다.
나고에 타카쿠니(名越高邦)
타카이에의 아이. 10대 전반의 늠름한 소년으로 창의 사용수. 아버지의 원수인 타카우지 타도를 맹세한다.
카쿠카이니(覚海尼)
타카토기의 어머니로 토키유키의 할머니. 가마쿠라 막부 멸망 후, 출가해 이즈의 엔세이지에 은거하고 있다.
셋츠노 치카아키
성우 - 세키 코지
가마쿠라 막부의 중신. 시행과 결혼하려는 딸인 키요코에게 막부를 이어도 타카토키처럼 장식의 왕이 될 뿐이라고 충고했다.
키요코(清子)
성우 - 마츠다 사츠미
셋츠노 치카아키의 딸이다. 타산적인 성격으로 재산목표로 토키유키와 결혼하고 싶다.
시오타 지로(塩田二郎), 카노 사부로(狩野三郎)
성우 - 타카하시 신야(시오타), 미야자키 유(카노)

### 스와 대사

#### 스와 일족
스와 요리시게(諏訪頼重)
성우 - 나카무라 유이치, 스즈키 마사유키(보이스 코믹판)
시나노국 스와군의 신관. 스와씨는 타케미나카타의 후예라고 전해지고 있으며, 타케미나카타을 모시는 스와 대사의 대축을 대대로 맡고 있으므로, 신체로서 취급된다. 그 때문에 그도 신성을 띠고 있어, 불완전하지만 미래를 내다보는 능력을 가지고, 날씨도 자유자재로 조종한다. 한편으로 스와 가문은 스와군을 다스리는 영주이기도 하고, 득종 호조 가문의 어내인이기도 했다. 요리시게는 수도의 천황이나 이즈모 대사의 이즈모 가문과 나란히 하는 현인신으로서 존경받고 있으며, 그 신앙심을 배경으로 한 무사단인 스와 신당을 거느린다.
스와 모리타카(諏訪盛高)
성우 - 이시구로 후미타케
스와 일족의 한 사람. 해설을 장기로 삼다.
스와 토키츠구(諏訪時継)
성우 - 이시구로 후미타케
요리시게의 아들. 스와 대사의 차기 당주에 걸맞게 지적이고 냉정한 장수. 장님 때문에 늘 눈을 감고 있지만 아버지를 물려받은 신력으로 시력을 보충하고 있다. 요리시게와 같은 미래시는 갖지 않지만, 시각은 예민하기 때문에 전투에서 진가를 발휘한다.
스와 요리츠구(諏訪頼継)
토키츠구의 아들로 요리시게의 손자. 1335년 시점에서 7세. 현인신이 전사하는 리스크를 고려한 요리시게와 토키츠구로부터, 새롭게 스와 대사의 신직을 계승한다.

#### 스와 신당
운노 유키야스(海野幸康)
성우 - 쿠스노키 타이텐
스와 신당 3대장 중 1명으로, 직함은 중군 대장.
네즈 요리나오(祢津頼直)
스와 신당 3대장 중 1명으로, 직함은 우군 대장. 코지로의 친족.
모치즈키 시게노부(望月重信)
스와 신당 3대장 중 1명으로, 직함은 좌군 대장. 아야코의 아버지.
호시나 야사부로(保科弥三郎)
성우 - 이나다 테츠
스와 신당에 이어지는 무사로 기타시나노의 가와나카지마의 거주자. 의리 단단하고 유능한 남자이지만 머리에 피가 오르기 쉽다.
시노미야 사에몬타로 (四宮左衛門太郎)
성우 - 카미오 신이치로
스와 신당에 이어지는 무사로, 호시나령의 이웃 영주. 활의 명수.
토코이와 무네이에 (常岩宗家)
시나노 최북부의 호조쇼를 다스리는 대관.
이누카이 토모미츠 (犬甘知光)
시나노부중의 심지를 다스리는 대관.

### 아시카가 진영

#### 타카우지와 혈연자
아시카가 타카우지(足利尊氏)
성우 - 코니시 카츠유키, 사쿠라이 미유키(어린 시절), 노자와 히데요시(보이스 코믹판)
호죠 토키유키의 최대 적. 남북조 시대의 절대적 주인공으로까지 불리는 걸물.
원래 가마쿠라 막부의 고케닌 아시카가 타카우지. 문무가 뛰어나 사람들의 존경을 받고 있으며 영웅시되고 있다. 무인답지 않게 시원하고 단정하게 생겼으며, 겸손한 태도와 부드러운 미소로 어떤 인간의 마음도 사로잡는 압도적인 카리스마를 지녔다. 토키유키에 대해서도 상냥하게 대해 그로부터도 존경을 받았다. 이치를 벗어난 천성적인 감에 따라 행동하다.
아시카가 타다요시(足利直義)
성우 - 후루카와 마코토, 노무라 카나코(어린 시절)
타카우지의 동생. 감으로 움직이는 형과는 대조적으로 이치에 따라 움직이는 인물. 형과의 사이는 좋으나 친한 형에게 예의로써 대하고 있다. 형에게 깃든 사람이 아닌 자의 존재를 짐작하고 불안해한다.
아시카가 요시아키라(足利義詮)
타카우지의 적자. 시바 이에나가에게 암우는 아니지만 범용으로 평가된다.
아시카가 타다후유(足利直冬)
타카우지의 서자. 1333년에는 도쇼지의 꼬마로서 가마쿠라에 있어, 호죠가 멸망을 목격하고 있었다. 아버지와의 관계를 고민하다가 1337년 가마쿠라로 돌아온 일행의 격려를 받고 아버지를 만나러 가겠다는 결심을 굳힌다.

#### 코노 일족
코노 모로나오(高師直)
성우 - 미야우치 아츠시
아시카가 가문의 집사. 타카우지가 어릴 적부터 섬기고 있어, '완벽 집사'라고 평가될 정도로 타카우지로부터의 신뢰가 두텁다. 전투나 내정은 고사하고 타카우지의 신변을 돌보며 요리를 잘한다.
코노 모로야스(高師泰)
성우 - 야마구치 류
모로나오의 동생.
코노 시게모치(高重茂)
모로나오, 모로야스의 동생.
코노 모로후유(高師冬)
모로나오의 사촌.

#### 관동비번(関東庇番)
시부카와 요시스에(渋川義季)
관동비번중 1번대 대장. 긴 머리를 올백으로 한 청년.
이와마츠 츠네이에(岩松経家)
관동비번중 2번대 대장. 고양이 귀를 본뜬 까마귀를 쓰고 얕은 피부를 한 인물.
미우라 토키아키(三浦時明)
관동비번중 2번대 소속. 미우라씨의 현당주로 미우라 하치로의 형. 순수한 싸움의 힘이라면 처번 필두로 평가되지만, 아시카가 일문이 아니기 때문에 지위는 높지 않다.
잇시키 요리유키(一色頼行)
관동비번중 4번대 대장.
이시도 노리이에(石塔範家)
관동비번중 5번대 대장.
키라 미츠요시(吉良満義)
관동비번중 6번대 대장.
이마가와 노리미츠(今川範満)
말의 가면을 붙인 과묵한 남자. 말을 숙지하고 있어 타는 말의 심장을 걷어차는 것으로 말의 능력을 한계를 넘어 끌어낼 수 있다.

#### 관동 가마쿠라부(關東鎌倉府)
시바 이에나가(斯波家長)
첫 등장 때는 시바 마고지로(斯波孫二郎).
우에스기 노리아키(上杉憲顕)
검은 눈과 긴 귀가 특징의 이질적인 얼굴 서있는 남자.
나가오 카게타다(長尾景忠)
가마쿠라 막부의 세력 싸움으로 패해, 몰락한 나가오씨의 생존자.
후치노베 요시히로(淵辺義博)
아시카가 타다요시 부하의 무장.
이마가와 요리쿠니(今川頼国)
이마가와 노리미츠의 형.

#### 아시카가가타의 여러 장수
사사키 도요(佐々木道誉)
타카우치의 맹우인 서국무사의 실력자.
그 배검에서 항상 얼굴에 그림자가 걸려 있어 햇빛에 비추어도 전혀 표정을 읽을 수 없다. 토키유키의 얼굴을 알고 있어 시나노의 난의 보를 듣고 인상을 썼다.
미마(魅摩)
도요의 딸. 아버지가 물려준 바사라로, 노출이 많은 기모노와 트윈테일 머리가 특징인 소녀.

### 그 외의 토막 진영

#### 가마쿠라
고다인 무네시게(五大院宗繁)
성우 - 이마루오카 아츠시, 킨조 케이(보이스 코믹판)
득종 호조 가문의 내인. 무네시게의 여동생인 츠네하마에는, 타카토키의 후궁이 되어, 후에 쿠니토키를 낳고 있다. 그 때문에 쿠니토키는 그의 조카뻘이 된다. 호조 가문의 인척이 됨으로써 출세를 이루었다. 고다이고 선제파에 의해 가마쿠라가 제압되었을 때, 타카토키로부터 쿠니토키를 맡겼지만, 현상금을 갖고 싶어 호죠가를 배반하고 쿠니토키를 고다이고 선제파에 넘겨준다. 그러나, 너무나 무도한 소행이었기 때문에, 기가 막힌 닛타 요시사다로부터 쫓겨난다. 장검으로 큰 나무를 내리칠 정도의 솜씨를 지닌 그 밖에, 자신의 장점은 상황에 재빠르게 적응할 수 있는 것이라고 자부하고 있다.

#### 시나노국
오가사와라 사다무네(小笠原貞宗)
성우 - 아오야마 유타카
타카우지의 추천에 의해, 고다이고 천황으로부터 시나노 수호에 임명된 무사. 눈구멍에서 안구가 튀어나온, 굉장한 얼굴 생김새를 하고 있다. 타카우지를 틈타 지배 영역의 확대를 노리고 있는 야심가로, 경이로운 관찰력과 시력을 겸비한 날카로움. 시력을 살린 활 실력은 천하제일로, 황제로부터도 절찬을 받은 숙련된 무예사. 남북조 술래잡기 '천리안귀'.
이치카와 스케후사(市河助房)
성우 - 야마모토 타카히로
시나노 수호 보좌역. 기타시나노에 영지를 가진다. 사다무네가 냉정함을 잃으면 반말로 억누르는 역할로 돌아간다.
쇼칸(瘴奸)
성우 - 토치 히로키
악당 집단 '세이기토'(征蟻党)의 수령인 입도 차림의 남자.
빼앗는 것을 삶의 보람으로 삼고, 부모를 죽이고 아이를 파는 것에 기쁨을 찾는 외도. 부처는 존재하지 않는다고 단언한다. 큰 갑옷과 두 칼의 무예에 능하다. 도둑다운 악랄함 한편으로 병법에도 통하는 지장. 남북조 술래잡기 '침구 귀신'.
정체는 사실은 처형된 히라노 쇼겐(平野将監). 쿠스노키에게 이름을 '쇼칸'이라고 잘못 읽었기 때문에, 지금의 가명을 자칭하고 있다.
키노하라 시나노노카미(清原信濃守)
성우 - 카츠 안리
고다이고 천황으로부터 새롭게 시나노 국사로 임명된 반호죠파의 귀족. 고다이고 천황의 충신. 사다무네의 상역.
와다 요네마루(和田米丸)
성우 - 타케다 코지
키요하라 시나노노카미 휘하의, 국사령의 파수꾼을 대대로 맡는 거인. 내심으로는 키요하라를 우습게 보고 있었고, 국사의 권위와 야심을 틈타 시나노에서 성립하는 것을 계획하고 있었다.

### 조정·공가
고다이고 천황(後醍醐天皇)
성우 - 코마츠 후미노리
아시카가 타카우지의 협력을 얻어 토막을 완수한 천황. 겉으로 얼굴은 보이지 않고, 눈빛과 하반신 부분만의 등장.
극중에서는 그가 뭔가 발언을 하면, 부하 공경이 '황제가 ○○라고 말씀하신다!' 라고 외치는 것이 정석이 되고 있다.
가마쿠라 막부를 대신하여 천황과 귀족이 다시 천하를 다스리기를 바라고 있으며, 타카우지의 공을 칭찬한다. 비교할 수 없는 패기와 카리스마를 갖춘 인물이지만, 능력이 너무 높기 때문에 평범한 사람이나 약자에 대해 배려가 미치지 못하는 단점을 가진다. 소란한 이야기로 시작한 겐무 신정은 가족 편애나 현실에 걸리지 않는 정책으로 많은 무사들의 불만을 모아, 1년을 지키지 못하고 터지기 시작한다.
모리요시 친왕(護良親王)
성우 - 스즈키 료타
고다이고 천황의 황자. 아버지로부터 물려받은 이발 총명함과 구심력을 갖추고, 무예병법까지 다한 이색의 황자.
토막 때는 아시카가와 협력하고 있었지만, 부제는 친왕보다 타카우지를 중시하게 된다. 친왕도 또한 타카우지의 위험성을 감지하고, 배제를 시도하지만 모두 실패로 끝난다. 이윽고 정쟁에 패하고, 가마쿠라에 유폐되게 된다. 최종적으로 중선대의 난으로 아시카가 타다요시가 가마쿠라 방위에 실패하면, 타카우지의 지시에 따라 나오요시 휘하의 후치베 요시히로에 의해 살해된다.
사이온지 킨무네(西園寺公宗)
호조씨의 멸망에 의해 출세의 길을 끊어진 것으로부터 겐무 정권에 불만을 안고 있어 호죠 야스이에와 공모해 고다이고 천황의 암살을 계획. 그러나 동생의 밀고로 계획은 실패하고 잡혀 처형된다.
보몬 키요타다(坊門清忠)
성우 - 에치고야 코스케
후계자 천황의 측근 공가. 고래 수염의 중년 남성.
고묘 천황
조적이 된 타카우지가 옹립해, 북조의 상징으로서 정한 천황.

### 겐무 정권·남조 세력

#### 오슈 아키이에군
키타바타케 아키이에(北畠顕家)
고다이고 천황으로부터 오슈의 통치를 맡은 진수부 대장군. 화려한 화장을 한, 중성적이고 잘생긴 청년.
'규격 외 귀족'이라고도 불리는 전 실력자이며, 특히 활 실력은 당대 제일. 1336년에는 약관 19세이면서 신속의 행군으로 아시카가군을 쫓아버리고, 타카우지를 한 번 규슈로 철수시켰다.
카스가 아키쿠니(春日顕国)
아키가의 집사를 맡는 공가. 전황 분석·전술 헌책이 뛰어나다.
다테 유키토모(伊達行朝)
오슈군의 전투 지휘관.
닛타 토쿠쥬마루(新田徳寿丸)
닛타 요시사다의 3남. 아버지와 마찬가지로 갈색 피부로 항상 '?'를 띄고 있다.

#### 그 외의 무장
닛타 요시사다(新田義貞)
고즈케국의 어가인. 거무스름한 탄 피부를 한 용맹한 풍모의 남자.
고다이고 천황과 통한 타카우지에게 호응하여 타카우지의 아들을 거느리고 가마쿠라를 제압한 실행범. 그러나 겐무 정권에서는 아시카가에 비해 냉대받고 있어, 가신들 사이에서는 불만의 목소리가 끊이지 않지만, 본인은 그다지 신경 쓰지 않는다.
쿠스노키 마사시게(楠木正成)
성우 - 스즈무라 켄이치
고다이고 천황의 중신.
소세이면서 교묘한 군략으로 가마쿠라 막부의 대군을 농락하고, 고다이고 천황의 천하 장악의 원동력이 된 '군신'이라고 평가되는 무장. 그 본질은 시행과 같은 비교할 수 없는 도망을 잘하며, '도망치는 것은 사는 것'이라는 신념을 가진다.

## 서지 정보
- 마츠이 유세이 《도망을 잘 치는 도련님》 슈에이샤 〈점프 코믹스〉
  1. 「滅亡1333」2021년 7월 2일 발매[5], ISBN 978-4-08-882710-0
  2. 「小笠原1333」2021년 8월 4일 발매[6], ISBN 978-4-08-882734-6
  3. 「悪党1334」2021년 11월 4일 발매[7], ISBN 978-4-08-882793-3
  4. 「生きたがり1334」2022년 1월 4일 발매[8], ISBN 978-4-08-883010-0
  5. 「問答1334」2022년 4월 4일 발매[9], ISBN 978-4-08-883073-5
  6. 「京1335」2022년 6월 3일 발매[10], ISBN 978-4-08-883184-8
  7. 「中先代1335」2022년 8월 4일 발매[11], ISBN 978-4-08-883198-5
  8. 「名乗り1335」2022년 11월 4일 발매[12], ISBN 978-4-08-883291-3
  9. 「女影原1335」2023년 1월 4일 발매[13], ISBN 978-4-08-883423-8
  10. 「ダービー1335」2023년 4월 4일 발매[14], ISBN 978-4-08-883438-2
  11. 「鎌倉1335」2023년 6월 2일 발매[15], ISBN 978-4-08-883561-7
  12. 「天下人1335」2023년 9월 4일 발매[16], ISBN 978-4-08-883635-5
  13. 「逃げ上手1335」2023년 11월 2일 발매[17], ISBN 978-4-08-883693-5
  14. 「公家の戦1337」2024년 2월 2일 발매[18], ISBN 978-4-08-883823-6
  15. 「斯波家長1337」2024년 4월 4일 발매[19], ISBN 978-4-08-883883-0
  16. 「バグ1338」2024년 7월 4일 발매[20], ISBN 978-4-08-884111-3
  17. 「土岐頼遠1338」2024년 9월 4일 발매[21], ISBN 978-4-08-884168-7

## TV 애니메이션
2024년 7월부터 9월까지 TOKYO MX 등에서 방송되었다. 내레이션은 마츠다 사츠미.

### 스태프
- 원작 - 마츠이 유세이
- 감독 - 야마자키 유타
- 시리즈 구성 - 토미타 요리코
- 캐릭터 디자인·총작화 감독 - 니시야 야스시
- 부감독 - 카와카미 유스케
- 프롭 디자인 - 요고이누
- 서브 캐릭터 디자인 - 타카하시 사키
- 색채 설계 - 나카시마 카즈코
- 미술 감독 - 코지마 아유미
- 미술 설정 - taracod, takao
- 건축 고증 - 카모메 토시카즈
- 타이포그래피 - 하마 유토
- 특수 효과 - 이리사 치에미
- 촬영 감독 - 사쿠마 유야
- CG 디렉터 - 아리사와 칸조, 미야지 카츠아키
- 편집 - 히라키 다이스케
- 음향 감독 - 후지타 아키코
- 음향 효과 - 미츠이 토모카즈
- 음악 - GEMBI, 타테야마 아키유키
- 음악 프로듀서 - 야마노우치 마사히루
- 음악 제작 - 애니플렉스
- 치프 프로듀서 - 나카야마 노부히로
- 프로듀서 - 마츠모토 미호, 네모토 아이나, 나가미네 리에코, 오오와다 토모유키, 후쿠시마 유이치
- 애니메이션 프로듀서 - 우메하라 쇼타
- 애니메이션 제작 - CloverWorks
- 제작 - 도망을 잘 치는 도련님 제작위원회(애니플렉스, 슈에이샤, TOKYO MX, BS11, CloverWorks)

### 주제가
플랜 A(プランA)
DISH//에 의한 오프닝 테마. 작사는 키타무라 타쿠미, 작곡은 DISH//, 편곡은 아라이 히로키.
가마쿠라 STYLE(鎌倉STYLE)
봇치보로마루에 의한 엔딩 테마. 작사·작곡·편곡은 봇치보로마루.

### 에피소드 목록
| 화수   | 제목                                                                             | 각본            | 그림 콘티         | 연출              | 작화 감독 | 방송일         |
| ------ | -------------------------------------------------------------------------------- | --------------- | ----------------- | ----------------- | --- | -------------- |
| 제1회  | 5月22日 5월 22일                                                                 | 토미타 요리코   | 야마자키 유타     | 야마자키 유타     | 니시야 야스시 | 2024년 7월 6일 |
| 제2회  | やさしいおじさん 다정한 외삼촌                                                   | 토미타 요리코   | 카와카미 유스케   | 카와카미 유스케   | 이토 유키 | 7월 13일       |
| 제3회  | 神の住む森 신이 사는 숲                                                          | 토미타 요리코   | 舟窪理治          | 舟窪理治          | 미야우치 타카시 미와 슈헤이 | 7월 20일       |
| 제4회  | 貞宗登場! 사다무네 등장!                                                         | 하시야마 오오키 | 코무로 유이치로   | 코무로 유이치로   | 토미타 마리 | 7월 27일       |
| 제5회  | 決着! 犬追物、そして… 결과! 개 사냥 대회, 그리고…                                | 야마자키 리노   | 쿠라타 아야코     | 쿠라타 아야코     | 요시노 아키토시 | 8월 3일        |
| 제6회  | 盗め綸旨、小笠原館の夜 윤지를 훔쳐라, 오가사와라 저택의 밤                       | 야마자키 리노   | 키쿠치 요코       | 키쿠치 요코       | Nogya | 8월 10일       |
| 제7회  | 冬の子供たち 겨울의 아이들                                                       | 토미타 요리코   | 코무로 유이치로   | 토모다 야스시     | 야마다 마야 吳亭頣 黃鄧依姍 日堯 劉玟萱 李育蓁                                                                                            | 8월 17일       |
| 제8회  | かくれんぼ戦争 술래잡기 전쟁                                                     | 하시야마 오오키 | 카와카미 유스케   | 카와카미 유스케   | 스즈키 사키카 이토 유키 | 8월 24일       |
| 제9회  | わたしの仏様 나의 부처님                                                         | 하시야마 오오키 | 이마이 아리후미   | 이마이 아리후미   | 코코란 켄타 나가야마 아유미 토미타 마리                                                                                                   | 8월 31일       |
| 제10회 | 変態稚児と神力騒動 변태 어린이와 신력 소동                                       | 토미타 요리코   | 舟窪理治          | 舟窪理治          | 타카하시 사키 Nogya 미와 슈헤이 타카노 아야 야마다 마야 신도 마야 토미타 마리 아리마 료타 미야우치 타카시                                 | 9월 14일       |
| 제11회 | 死にたがりと逃げ上手 죽고 싶은 자와 도망의 달인                                  | 야마자키 리노   | 히라미네 요시히로 | 히라미네 요시히로 | 타니모토 카오루 요시노 아키토시 | 9월 21일       |
| 제12회 | がんばれ、時行、鎌倉奪還のその日まで 힘내, 토키유키 가마쿠라를 탈환하는 그날까지 | 야마자키 리노   | 야마자키 유타     | 유이 미도리       | 코코란 켄타 타카하시 사키 신도 마야 미야우치 타카시 미와 슈헤이 토미타 마리 h.s 나가야마 아유미 아리마 료타 Nogya 타카노 아야 야마다 마야 | 9월 28일       |